# Card-Pitt
Card Pitt fue el nombre del equipo creado con la fusión temporal de dos equipos de la NFL, los Pittsburgh Steelers y los Chicago Cardinals, durante la temporada de 1944. Los equipos fueron forzados a fusionarse porque ambos habían perdido muchos jugadores debido al servicio militar en la Segunda Guerra Mundial. Después de esa temporada la fusión fue disuelta, y con la guerra terminada antes del comienzo de la temporada de 1945 comenzaron sus operaciones tradicionales. Los dos equipos no tuvieron buenos resultados, ya que terminaron con una marca de 0-10 en la entonces División Oeste. Los escritores deportivos llamaron al equipo los "Car-Pitts" (carpets en inglés o alfombras en español). Los Steelers se habían fusionado con los Philadelphia Eagles en 1943 como los "Steagles".
Como se menciona anteriormente. este equipo terminó la temporada con una marca de 0-10. Un día después de que terminó la temporada, los Chicago Cardinals y los Pittsburgh Steelers se separaron.

## ¿Qué tan malos eran?
"La temporada no pudo terminar peor."
Bert Bell, codueño de los Pittsburgh Steelers, reflexionando acerca de la temporada de 1944

"“Porque no los llaman los Car-Pits? Creo que es muy apropiado ya que cada equipo les pasa por encima.”
Carta de un aficionado iracundo al Pittsburgh Post-Gazette

"El peor equipo en la historia de la NFL".
Art Rooney, fundador de los Pittsburgh Steelers

- Los punters de Card-Pitt promediaron solo 32.7 yardas por despeje, una marca de la NFL que aún se mantiene.

- El equipo terminó con 0-2 en goles de campo.

- Conway Baker falló 4 de sus 15 intentos de punto extra.

- Los quarterbacks de Card-Pitt completaron solo el 31% de sus pases, resultando en solo 8 touchdowns. Lanzaron 41 intercepciones en 1944 la cual aún es la tercera cifra más alta en la historia de la liga. Johnny McCarthy lanzó 13 de esas intercepciones, sin touchdown. Su eficiencia de pase fue de solo 3.0.

- Fueron la peor defensa en contra del juego terrestre en toda la liga ese año, y sus oponentes anotaron muchos más puntos que ellos (328-108).

## Temporada regular

### Calendario
| Semana | Oponente             | Resultado |
| ------ | -------------------- | --------- |
| 2      | Cleveland Rams       | D 30-28   |
| 4      | @Green Bay Packers   | D 34-7    |
| 5      | @Chicago Bears       | D 42-7    |
| 6      | @New York Giants     | D 23-0    |
| 7      | @Washington Redskins | D 42-20   |
| 8      | Detroit Lions        | D 27-6    |
| 9      | @Detroit Lions       | D 21-7    |
| 10     | Cleveland Rams       | D 33-6    |
| 11     | Green Bay Packers    | D 35-28   |
| 12     | Chicago Bears        | D 49-7    |